# Эньши
Эньши́ (кит. упр. 恩施, пиньинь Ēnshī) — городской уезд Эньши-Туцзя-Мяоского автономного округа провинции Хубэй (КНР).

## История
В период Сражающихся царств здесь находилась столица царства Ба.
В эпоху Троецарствия в 260 году в этих местах был создан уезд Шацюй (沙渠县). Во времена империи Суй он был в 585 году переименован в уезд Цинцзян (清江县) области Юнчжоу (庸州). При империи Тан уезд вошёл в состав области Шичжоу (施州). Во времена империи Мин здесь был создан Шичжоуский караул (施州卫).
При империи Цин в 1729 году был образован уезд Эньши (恩施县). В 1736 году для управления административными единицами, созданными на землях, ранее управлявшихся вождями местных племён, была создана Шинаньская управа (施南府), власти которой разместились в уезде Эньши. После Синьхайской революции в Китае была проведена реформа структуры административного деления, и в 1912 году управы были упразднены.
Во время Второй мировой войны, после того, как японцы взяли Ухань, сюда в 1939 году переехали гоминьдановские власти провинции Хубэй, которые оставались здесь вплоть до окончания войны.
После образования КНР в 1949 году был образован Специальный район Эньши (恩施专区), и уезд вошёл в его состав. В 1970 году Специальный район Эньши был переименован в Округ Эньши (恩施地区).
В 1981 году из уезда Эньши был выделен городской уезд Эньши (恩施市).
Постановлением Госсовета КНР от 19 августа 1983 года был ликвидирован округ Эньши, а вместо него был создан Эси-Туцзя-Мяоский автономный округ (鄂西土家族苗族自治州); уезд Эньши был при этом присоединён к городскому уезду Эньши.
В 1993 году Эси-Туцзя-Мяоский автономный округ был переименован в Эньши-Туцзя-Мяоский автономный округ.

## Административное деление
Городской уезд делится на 3 уличных комитета, 4 посёлка и 9 волостей.

## Экономика
В горных деревнях выращивают чай и активно развивают сельский туризм. Важное значение имеет экспорт зеленого чая в страны Центральной Азии.

## Транспорт
Через Эньши проходит высокоскоростная пассажирская линия Шанхай — Ухань — Чэнду. Участок Ичан — Ваньчжоу пущен в эксплуатацию в 2010 году.
Через Эньши проходит автомобильная магистраль Годао 209.